# Copa Acción de San Lorenzo 1947
De Copa Acción de San Lorenzo 1947 was een autorace die werd gehouden op 23 februari 1947 in het Parque Independencia in de Argentijnse stad Rosario.

## Uitslag
| Positie | Rijder               | Team           | Ronden | Tijd/Opgave |
| ------- | -------------------- | -------------- | ------ | ----------- |
| 1       | Achille Varzi        | Alfa Romeo     | 50     | 1:33:03.6   |
| 2       | Luigi Villoresi      | Maserati       | 50     | +0.4        |
| 3       | Óscar Alfredo Gálvez | Alfa Romeo     | 49     | +1 ronde    |
| 4       | Chico Landi          | Alfa Romeo     | 48     | +2 ronden   |
| 5       | Juan Gálvez          | Alfa Romeo     | 47     | +3 ronden   |
| 6       | Juan Manuel Fangio   | Ford-Chevrolet | 46     | +4 ronden   |
| NF      | Giacomo Palmieri     | Maserati       |        |             |
| NF      | Italo Bizio          | Alfa Romeo     |        |             |
| NF      | Pablo Llano          | Maserati       |        |             |
| NF      | Pablo Pessatti       | Alfa Romeo     |        |             |
| NF      | Pascual Puopolo      | Alfa Romeo     |        |             |
| NF      | "Raph"               | Maserati       |        |             |